# Marigot (Haiti)
Marigot este o comună din arondismentul Jacmel, departamentul Sud-Est, Haiti, cu o suprafață de 187,11 km2 și o populație de 67.933 locuitori (2009).